# Saisiyat
Saisiyat (Saiset, Saisiat, Saisirat; chiń. 賽夏; pinyin Sàixià) – rdzenna grupa etniczna zamieszkująca Tajwan, zaliczana do Aborygenów tajwańskich. Zamieszkują górzyste regiony powiatów Xinzhu i Miaoli. Ich liczebność szacowana jest na około 7 tysięcy.
Saisiyat dzielą się na dwie grupy, północną i południową, posługujące się własnymi dialektami języka saisiyat. Współcześnie język ten, z powodu postępującej sinizacji ludu, powoli wychodzi z użycia. W przeszłości Saisiyat byli obiektem najazdów ze strony bardziej wojowniczych sąsiadów Atayal, z których kultury przejęli wiele elementów (m.in. tatuowanie się).
W przeszłości podstawą utrzymania Saisiyat było rolnictwo oparte na systemie żarowym, łowiectwie i rybołówstwie. Obecnie zajmują się leśnictwem oraz uprawą zbóż, ryżu i słodkich ziemniaków. Tradycyjne społeczeństwo Saisiyat dzieliło się na klany, które korzystały ze wspólnych pól i łowisk. Każdy klan posiadał osobne nazwisko totemiczne. Używane współcześnie przez Saisiyat nazwiska chińskie są bezpośrednim tłumaczeniem dawnych nazw totemów. 
Ważnym elementem kultury Saisiyat jest święto Pastaai, obchodzone co dwa lata w listopadzie. Jego celem jest udobruchanie duchów małych ludzi, którzy niegdyś mieli żyć w sąsiedztwie plemienia. Mali ludzie nauczyli Saisiyat uprawy ziemi, tańca i śpiewu, jednocześnie byli jednak okrutni i zabierali ich kobiety. Pewnego dnia Saisiyat zbuntowali się i pozabijali małych ludzi, dziś zaś starają się udobruchać ich mściwe duchy.